# ریموند (داکوتای جنوبی)
ریموند(به انگلیسی: Raymond) شهری در ایالت داکوتای جنوبی کشور ایالات متحده آمریکا است که جمعیت آن در سرشماری سال ۲۰۱۰ میلادی، ۵۰ نفر بوده‌است.